# Nicolás Romero
Nicolás Romero là một đô thị thuộc bang México, México. Năm 2005, dân số của đô thị này là 306516 người.